# Stare Oborzyska
Stare Oborzyska (deutsch: Alt Oborzysk) ist ein Dorf in der Woiwodschaft Großpolen, in der Landgemeinde Kościan. Der Ort liegt 36 Kilometer südwestlich von Posen und hat 1232 Einwohner. Er wurde im Jahre 1337 das erste Mal schriftlich erwähnt.

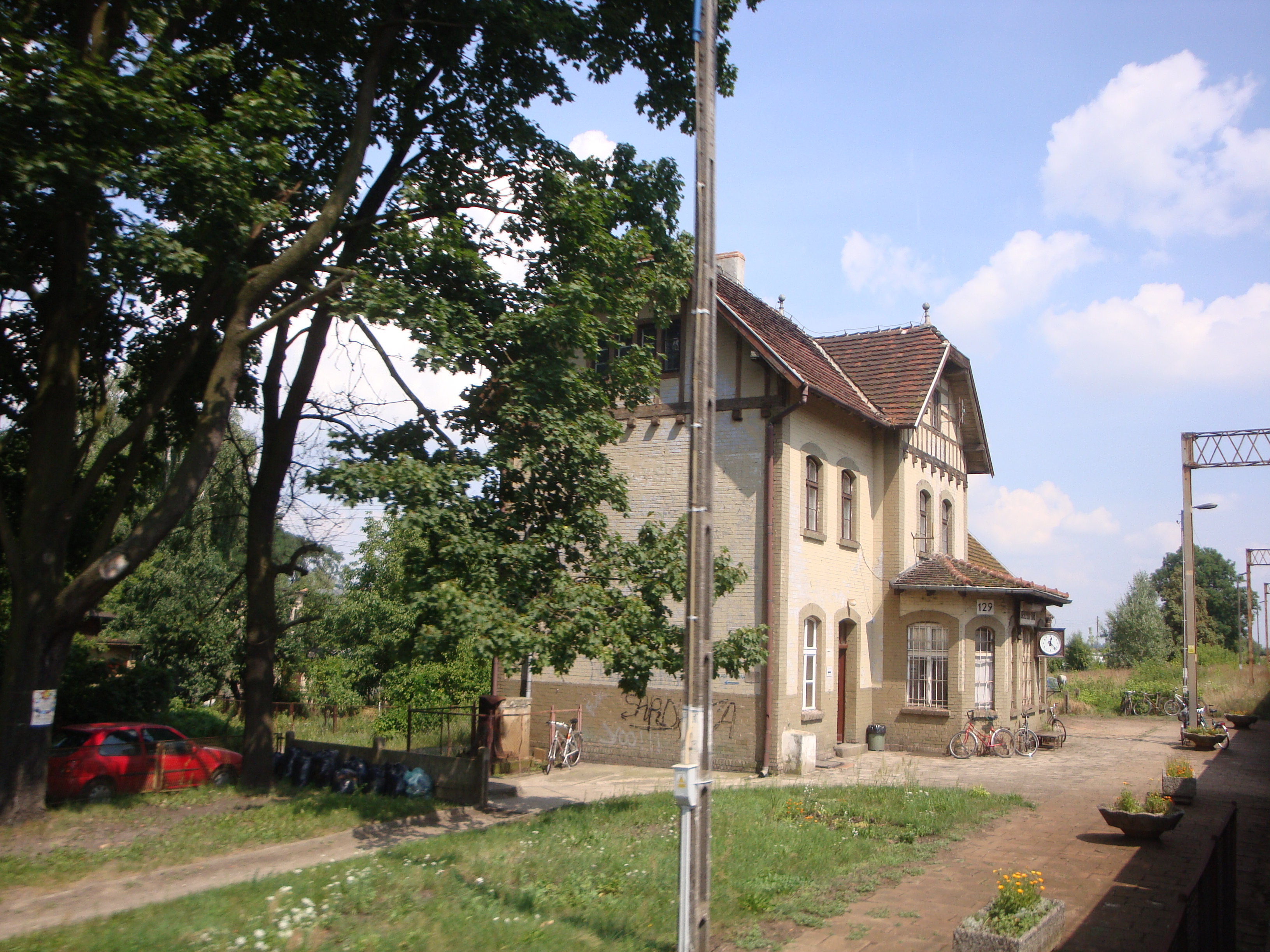
Bahnhof Stare Oborzyska

## Verkehr
Durch den Ort verläuft die Landesstraße 5.